# 정범 배후의 정범이론
정범 배후의 정범이론(正犯背後의 正犯理論, Die Lehre vom Täter hinter dem Täter) 이란 고의의 직접정범을 지배하고 조종하는 간접정범을 인정하고자 하는 형법 이론이다. 의사지배를 인정할 수 있지만 고의의 정범으로 처벌되는 자를 이용한 경우에도 간접정범이 될 수 있다는 것이다.  

## 간접정범의 성부
의사지배가 인정된다고 보아 긍정하는 견해가 있다. 그러나 형법 제34조 제1항의 '어느 행위로 처벌되지 아니하는 자 또는 과실범으로 처벌되는 자'라는 문언상 부정하는 견해가 타당하다. 따라서 원칙적으로 공범이 될 뿐이며, 예외적으로 행위지배가 인정될 경우 직접정범 또는 공동정범이 성립한다. 

## 참고 문헌
- 정범 배후의 정범이론[깨진 링크(과거 내용 찾기)]